# كأس المكسيك 1939–40
كأس المكسيك 1939–40 (بالإسبانية: Copa México 1939-40)‏ هو موسم من كأس المكسيك. كان عدد الأندية المشاركة فيه 6، وفاز فيه Asturias F.C. ‏.